# Сидер Појнт (Илиноис)
Сидер Појнт (енгл. Cedar Point) град је у америчкој савезној држави Илиноис.

## Демографија
По попису из 2010. године број становника је 277, што је 15 (5,7%) становника више него 2000. године.
| Група             | 2000.       | 2010.       |
| Белци             | 255 (97,3%) | 251 (90,6%) |
| Афроамериканци    | 4 (1,5%)    | 0 (0,0%)    |
| Азијати           | 0 (0,0%)    | 0 (0,0%)    |
| Хиспаноамериканци | 2 (0,8%)    | 18 (6,5%)   |
| Укупно            | 262         | 277         |